# Notozero
Notozero (ryska: Нотозеро) är en insjö i Murmansk oblast på Kolahalvön, Ryssland. Sjön har en yta av 78,9 kvadratkilometer, och ligger cirkus 90 kilometer från Murmansk. Sjöns omgivning domineras av lövskog och klipphällar.